# Acaena caespitosa
Acaena caespitosa är en rosväxtart som beskrevs av Alexander Gilli. Acaena caespitosa ingår i släktet taggpimpineller, och familjen rosväxter. Inga underarter finns listade i Catalogue of Life.